# Mesmerismo

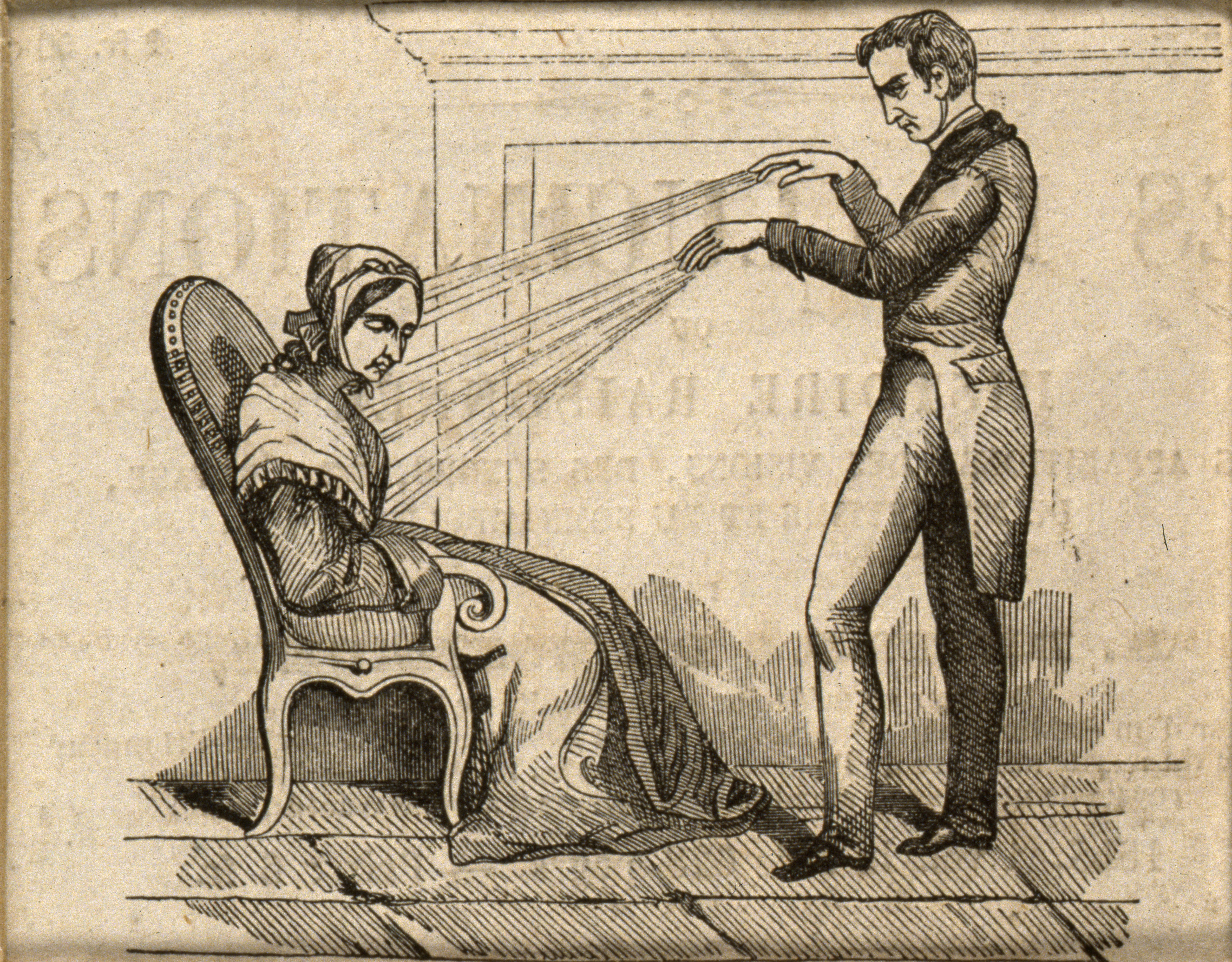
Illustrazione di un praticante di mesmerismo che usa il magnetismo animale (1845 circa)

Il mesmerismo, o magnetismo animale, è la terapia di malattie o disfunzioni basata sull'applicazione delle teorie di Franz Anton Mesmer, medico tedesco del Settecento.

## Teoria
Le sue teorie non hanno alcuna base scientifica e non hanno niente a che vedere con la scienza medica. Egli sosteneva che il corretto funzionamento dell'organismo umano è garantito dal flusso armonioso di un fluido fisico che lo attraversa e che tale fluido si identificava con la forza magnetica. Come riferisce lo stesso Mesmer attraverso le sue opere, egli aveva denominato questo fluido "magnetismo animale" per un'analogia con le caratteristiche manifestate dal ben noto magnetismo delle calamite, sebbene i suoi esperimenti gli mostrarono che il magnetismo animale era un fenomeno fondamentalmente nuovo e quindi non attinente col magnetismo, o con i campi magnetici. Malattie e disfunzioni sarebbero dovute a blocchi o difficoltà di scorrimento di questo fluido, che secondo le sue teorie doveva essere in armonia con quello universale.
Mesmer elaborò, su queste basi, un metodo di cura che consisteva nell'applicazione di calamite sulle parti del corpo dove riteneva fosse presente il blocco di questo fluido. Alcuni anni dopo, Mesmer si rese conto che l'azione sul  "fluido" non era condizionata dal magnetismo delle calamite ma da un fluido emanante e presente nei corpi umani stessi. Osservando le analogie che le proprietà di questo "fluido" avevano con le caratteristiche osservate tra il magnetismo delle calamite, decise di denominarlo "magnetismo animale", affermando che era un fenomeno completamente differente dal magnetismo osservato fra i magneti, ossia quel fenomeno ben noto alla scienza. Col passare del tempo, i vari fraintendimenti e abusi delle sue teorie fecero sorgere, da una parte, un movimento chiamato "mesmerismo", che era per lo più costituito da vari ciarlatani, e dall'altra, sollevò un vento di satira che sminuiva e derideva questo metodo.
Successivamente, una commissione di scienziati dell'epoca si occupò di studiare questo metodo, contestando la fondatezza delle teorie di Mesmer, e le sue tesi vennero accantonate. Nonostante l'insuccesso su basi scientifiche, le teorie e gli esperimenti di Mesmer agevolarono lo sviluppo degli studi su fenomeni quali l'ipnosi e il "sonno magnetico" indotto dal terapeuta.

## Nella cultura
- Al mesmerismo si riferisce Lorenzo Da Ponte nel finale del primo atto dell'opera buffa di Mozart Così fan tutte: in questa scena, i due amanti, Ferrando e Guglielmo, si fingono morti per amore e vengono "resuscitati" dalla cameriera Despina che, travestita da medico, guarisce i due malati con un'enorme calamita. La stessa Despina, mentre armeggia con la calamita, canta:

di calamita:

pietra mesmerica,

ch'ebbe l'origine

nell'Alemagna,

che poi sì celebre

là in Francia fu.»
- Mesmer aveva conosciuto Mozart quando questi era ancora ragazzo e tradizione vuole che sia stato proprio lui a commissionargli la sua seconda opera, il Singspiel tedesco in un atto Bastien und Bastienne (K 50), che fu rappresentato il 1º ottobre del 1768 nel giardino della sua residenza in Landstraße a Vienna. Il padre Leopold Mozart, in una lettera del 1773, riporta inoltre di un'altra serata musicale trascorsa a casa Mesmer. Anche da adulto Mozart rimase amico di Mesmer, citandolo più volte nelle sue lettere e dedicando un piccolo monumento sonoro al suo dotto amico[1].

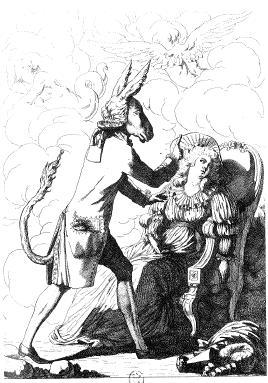
Vignetta satirica: uno sperimentatore raffigurato da asino esegue il «magnetismo animale» su una paziente

- Edgar Allan Poe ne fece un tema ricorrente nella sua produzione fantastica: scrisse vari racconti su questo argomento, tra i quali Rivelazione mesmerica (o magnetica, 1844) in cui narra di un soggetto mesmerizzato in punto di morte che descrive la vita nell'aldilà, parlando del regno delle ombre. Sullo stesso argomento Poe scrisse anche La verità sul caso di Mr. Valdemar (1845; tradotto anche con il nome di Testimonianza sul caso del signor Valdemar), un racconto di poche pagine, e Una storia delle Ragged Mountains (1844).
- In Le bostoniane (1886), romanzo storico-drammatico di Henry James, Selah Tarrant è un mesmerista.
- Nel romanzo utopico Guardando indietro 2000-1887 (1888) dello scrittore statunitense Edward Bellamy il protagonista viene addormentato tramite il magnetismo animale nel 1887 per risvegliarsi accidentalmente il 10 settembre del 2000.
- Il gruppo metal Scorpions ha pubblicato un LP a titolo Animal Magnetism nel 1980.
- Roberto Bolaño, scrittore cileno, nella novella Monsieur Pain (1984), parla di mesmerismo: Monsieur Pain, mesmerista, è chiamato a salvare Cesar Vallejo, ma non riuscirà a incontrarlo.
- Mesmerism è il titolo di un brano contenuto nel disco Spleen and Ideal del 1985 dei Dead Can Dance.
- La pratica del mesmerismo compare anche in un albo del fumetto Dylan Dog, La zona del crepuscolo (n. 7, 1987).
- Il mesmerismo viene citato nel film Cure del regista giapponese Kiyoshi Kurosawa. L'antagonista del film si serve di pratiche d'ipnosi da grande studioso della pratica del Mesmerismo.
- Il gruppo musicale metal Celtic Frost ha intitolato Mesmerized una canzone dell'album Into the Pandemonium (1997)
- Il gruppo musicale metal System of a Down ha intitolato un suo album Mezmerize (2005).
- L'utilizzo del mesmerismo è anche il motore della vicenda del romanzo L'armata dei sonnambuli del collettivo di scrittori italiano Wu Ming, pubblicato nel 2014.
- Di mesmerismo si parla anche nella miniserie televisiva statunitense del 2019 Watchmen quale mezzo utilizzato dai membri di una associazione segreta chiamata "Ciclope"[2] per ipnotizzare la popolazione afroamericana e costringerla ad atti criminali.
- Mesmer the Mesmerizer è un personaggio minore della serie televisiva statunitense del 2019 The Boys, capace di leggere nel pensiero di una persona semplicemente toccandola.
- Una versione del mesmerismo compare ne La Mesmerista, libro fantasy di Sara Simoni edito da Acheron Books (2022).

Nel fumetto n 401 della serie "Martin Mystere", edita dalla "Bonelli", uscito nel Luglio 2023, "L'esperimento del dottor Mesmer" si parla di Mesmer e dei suoi esperimenti.